# Seccheto
Seccheto è una frazione del comune italiano di Campo nell'Elba, nella provincia di Livorno, in Toscana.
Il paese sorge lungo la Costa del Sole, fra le località di Fetovaia e Cavoli.

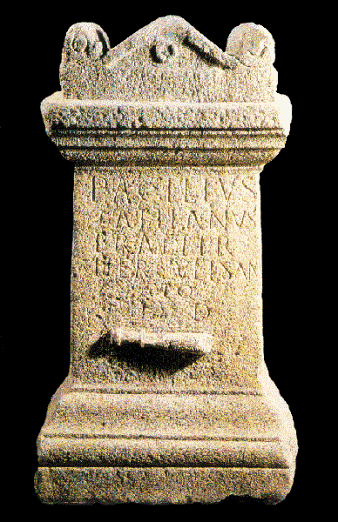
Altare votivo dedicato ad Ercole da Publio Acilio Attiano (I secolo), proveniente dalla spiaggia di Seccheto

## Etimologia
L'origine del toponimo Seccheto, attestato da una cartografia di Francesco Duval risalente al 1680 circa, è alquanto controversa; le più accreditate ipotesi lo fanno derivare da secchie, ossia concavità create dalle escavazioni del monzogranito nelle cave marittime prospicienti l'abitato. Altra ipotesi è quella della derivazione dall'aggettivo latino secatum («tagliato»), in riferimento alle numerose cave attestate nella zona dal I secolo. 
Sebbene si tratti di una semplice congettura folkroristica, vi è una storia che narra dell'origine del nome del paese; si racconta infatti che provenga da un episodio dove un somaro che durante tutto il percorso da Pomonte a Seccheto non aveva fatto altro che ragliare, innervosendo il contadino che lo conduceva e soltanto giunto al paese si calmò, così che quest'ultimo esclamò: «Oh, finalmente s'è cheto!»

## Storia
Sull'altura soprastante il paese esiste l'importante sito megalitico delle Piane alla Sughera, con sepolture a tumulo e piccoli menhir sepolcrali, insieme alla necropoli megalitica della Forca ed alla necropoli villanoviana dello Spino. I ricchi giacimenti di monzogranito della zona furono sfruttati a partire dall'età imperiale romana (sulla spiaggia di Seccheto nel 1899 fu rinvenuto un piccolo altare votivo dedicato ad Ercole da parte del prefetto Publio Acilio Attiano, analizzato nel 1903 dallo storico tedesco Christian Hülsen), per poi giungere al periodo della dominazione pisana (XI secolo), testimoniato dalla possente Colonna di Vallebuia e da una vicina cuniera di distacco del materiale monzogranitico.
All'estremità orientale della baia di Seccheto su trova la Punta delle Conche, così chiamata per la presenza di antiche escavazioni di monzogranito risalenti all'età romana o pisana; vi si trova anche un singolare bacino detto Vasca della Contessa, dal nome della contessa svizzera Colette Merman De Canolle, compagna dell'avvocato fiorentino Piero Mellini, che aveva una casa nei pressi, oggi Villa Montecristo. 
Degni di nota sono i quartieri pastorali del Caprile delle Mure, del Caprile della Grottaccia e del Caprile di Olimpo. In località Grotta Vallecchia esistono due ricoveri in pietra di sporadico uso pastorale. In località Vallebuia esistono numerose formazioni rocciose monzogranitiche tra cui Cote Làpida o Làvida, Cote di Liborio, Cote Mensola, Cote del Giovannini, Cote Ritta, Cote della Scarza e Cote di Pallinetto. A quota più elevata si trova Cote Alta e la Cote Ritta dei Filicai.

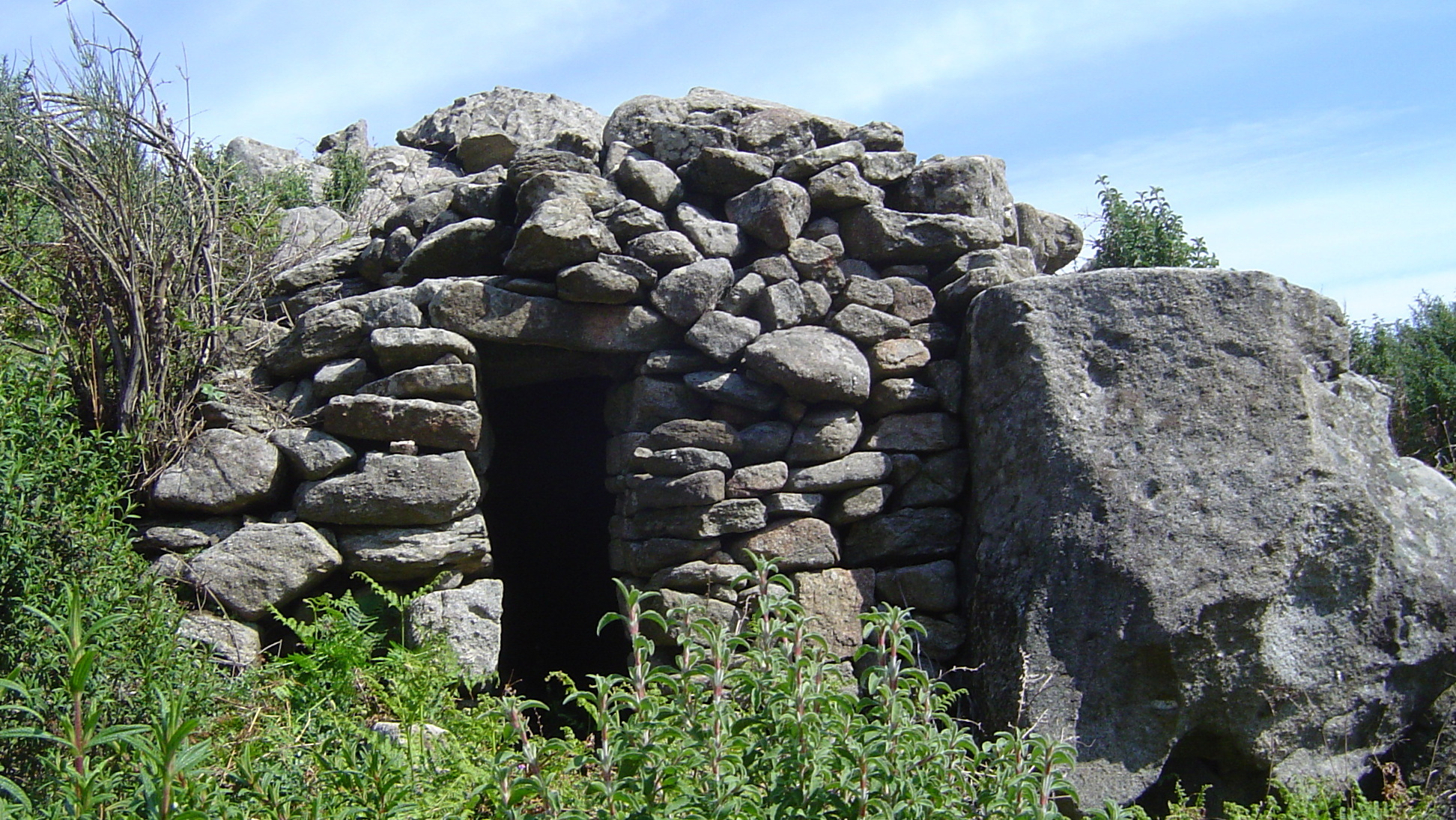
La capanna di Grotta Vallecchia

### Colonna della Polveriera
Citata da fonti letterarie del XVIII secolo, si trova in località Polveriera (così chiamata per i depositi di esplosivo utilizzato nelle cave) e presenta l'iscrizione in latino medievale «OPE[re] PISANE ECCL[esie] S[an]C[t]E MARIE», pertinente all'Opera della Primaziale Pisana; misura 6,30 m di lunghezza con un diametro di 0,60 m.

### Colonna di Vallebuia
Situata nei pressi di un torrente, misura 7,50 m di lunghezza con un diametro di 1,20 m.

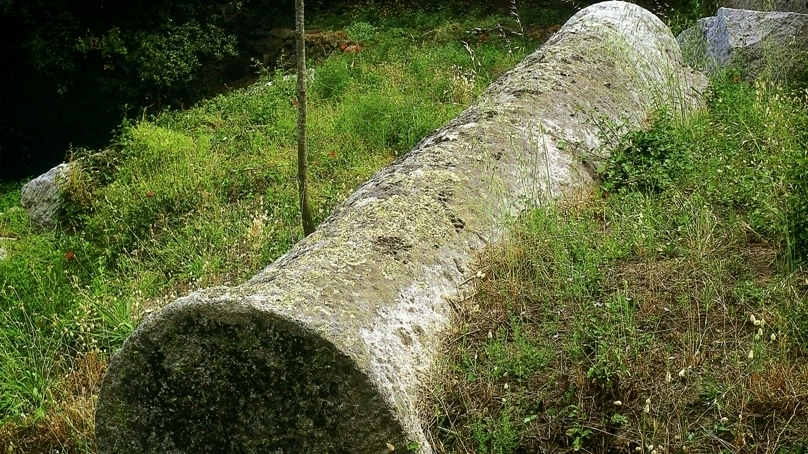
Colonna di Vallebuia

### Colonna della Spiaggia
Situata sulla spiaggia sabbiosa di Seccheto, è caratterizzata da una particolare colorazione rossastra della pietra monzogranitica.

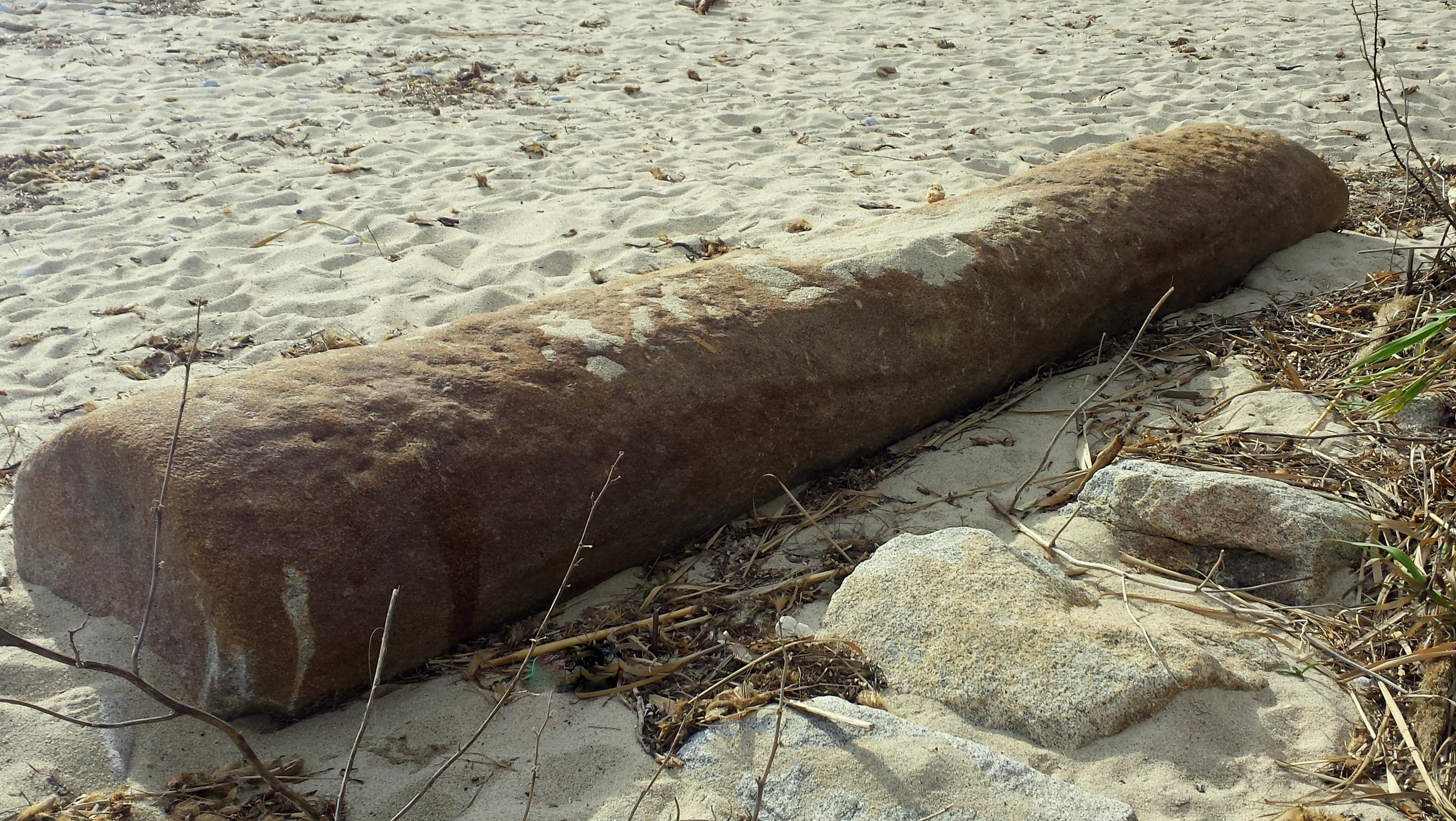
Colonna della Spiaggia a Seccheto

### Cuniera di Vallebuia
Si tratta di un lungo taglio nella roccia (caesura) di circa 20 m, preparato per il distacco di una colonna di considerevoli dimensioni.

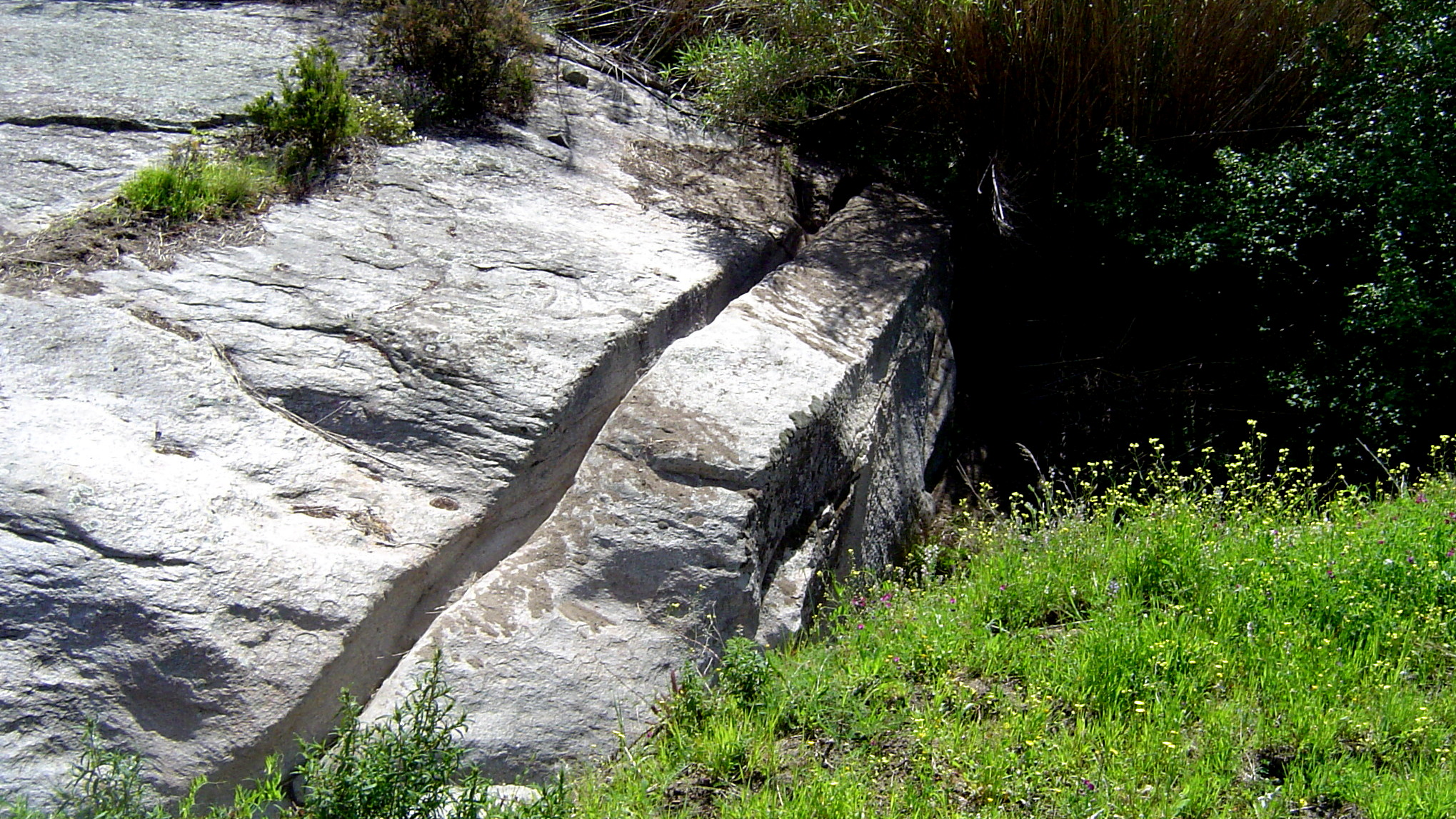
La cuniera di Vallebuia

## La spiaggia
La spiaggia, piuttosto rinomata, si trova ai piedi del paese; ha una lunghezza di 130 metri e un fondo di sabbia grossa. La località era anche attrezzata con un piccolo corridoio di passaggio e un molo atto allo stazionamento di piccoli gommoni e barche a motore per un massimo di circa 10-15 natanti in acqua con molto spazio anche per riporre i mezzi in secca. Attualmente il corridoio di lancio non esiste più e neppure il molo può essere più utilizzato; è inoltre bloccato il passaggio degli autoveicoli e il conseguente alaggio di barche e gommoni tra la Via del Mare e il Caloncino per una questione legale tra gli abitanti e i proprietari dell'Hotel La Stella.
Seppur poco conosciuti, anche gli scogli che si trovano dopo il molo sono molto accoglienti e permettono di evadere dalla folla della spiaggia e di godere di un panorama sottomarino assai più ampio e tranquillo. Nei pressi della piccola insenatura rocciosa del Caloncino si trovano due sculture (La sirena del mare e il Primo uomo) scolpite negli scogli da Stoico Bonini nel 1946, dopo la prigionia militare nel campo di concentramento di Dachau.